# Syriska köket

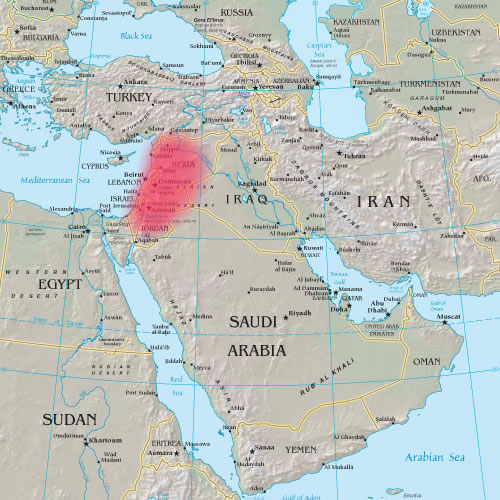
Läge i Levanten

Med det syriska köket menas både matlagning i landet Syrien och i det forntida landskapet Syrien, som idag till stor del är identiskt med landets territorium väster om Eufrat. Syriska köket är ett regionalt arabiskt kök med påverkan från osmanska riket med dess turkiska och armeniska kultur i norr och köket från Levanten vid Medelhavskusten, med dess kulturella och religiösa mångfald.
Det syriska köket är en blandning av kulturerna i Syrien Det syriska köket liknar på många sätt andra levantinska kök, främst libanesiska, palestinska, jordanska och irakiska.
I det syriska köket finns rätter som kibbeh, kebab halabi, waraq`inab, hummus, tabbouleh, fatoush, labneh, shawarma, mujaddara, shanklish, burma, sujuk och baklava. Vanligt vid måltider i Syrien är att det serveras aptitretare, kända som meze, före huvudrätten: za'atar, köttfärs och ostmanak som hors-d'œuvre. Tillsammans med meze severas alltid arabiskt plattbröd. Syrierna gör kakor som kallas "ka'ak", som vanligen äts tillsammans med ost. Manakishost är en strängost gjord av ostmassa; osten har dragits och tvinnats ihop. En kryddblandning som kallas "baharat mushakalah" är typisk för det syriska köket.

## Beskrivning
Människor från olika kulturer bosatta i Syrien har påverkat det syriska köket. Under och efter slutet av den islamiska eran, under Umayyaderna, var den arabiska påverkan stor. Senare blev det persiska inflytandet under Abbasidkalifatet viktigare. Sedan införde Ottomanerna mer av det turkiska köket i Syrien.
Det levantiska köket utmärks av ett aromatiskt, enkelt sätt att laga mat, och utmärks av mycket grönsaker och lite. Levantens påverkan på det syriska köket återspeglas i de aromatiska kryddorna, en mängd olika grönsaker och baljväxter.

## Måltidsdryck
I kustregionerna dricks ofta te gjort på mate (som extrakt) till måltiderna.

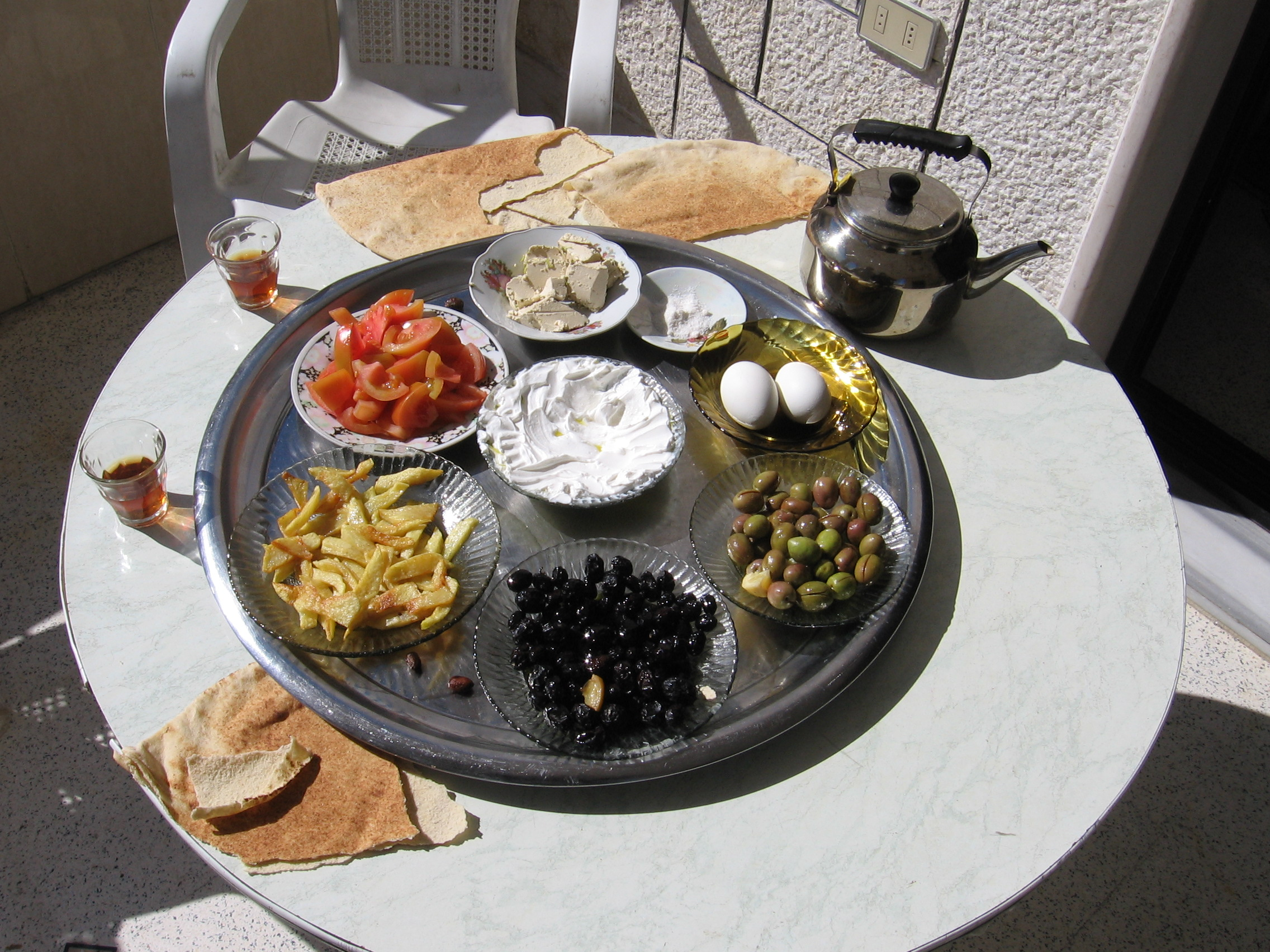
Syrisk frukost

## Frukost
Som sen frukost på helgen äter många syriska familjer pizzaliknande plattbröd (manakish) toppade med timjan, ost eller köttfärs. Den formade degen finns i många bagerier i Levanten.

## Lunch (brunch)

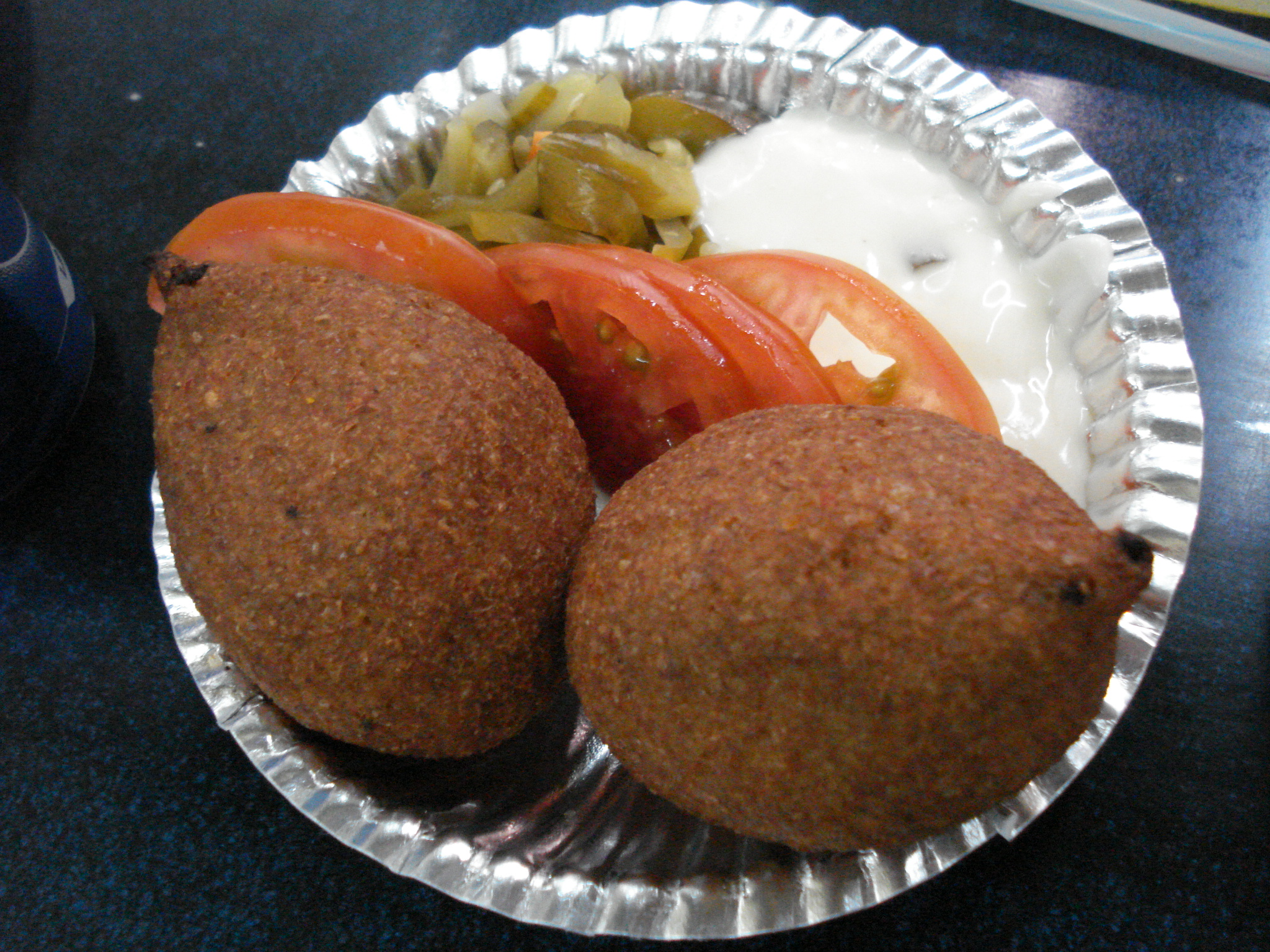
Kibbeh.

Vid lunchtid finns det många matstånd som erbjuder så kallade fatayer, som är fyllda klimpar. Shawarma och kycklingspett, Shish Tavuk, är också vanliga.

## Middag

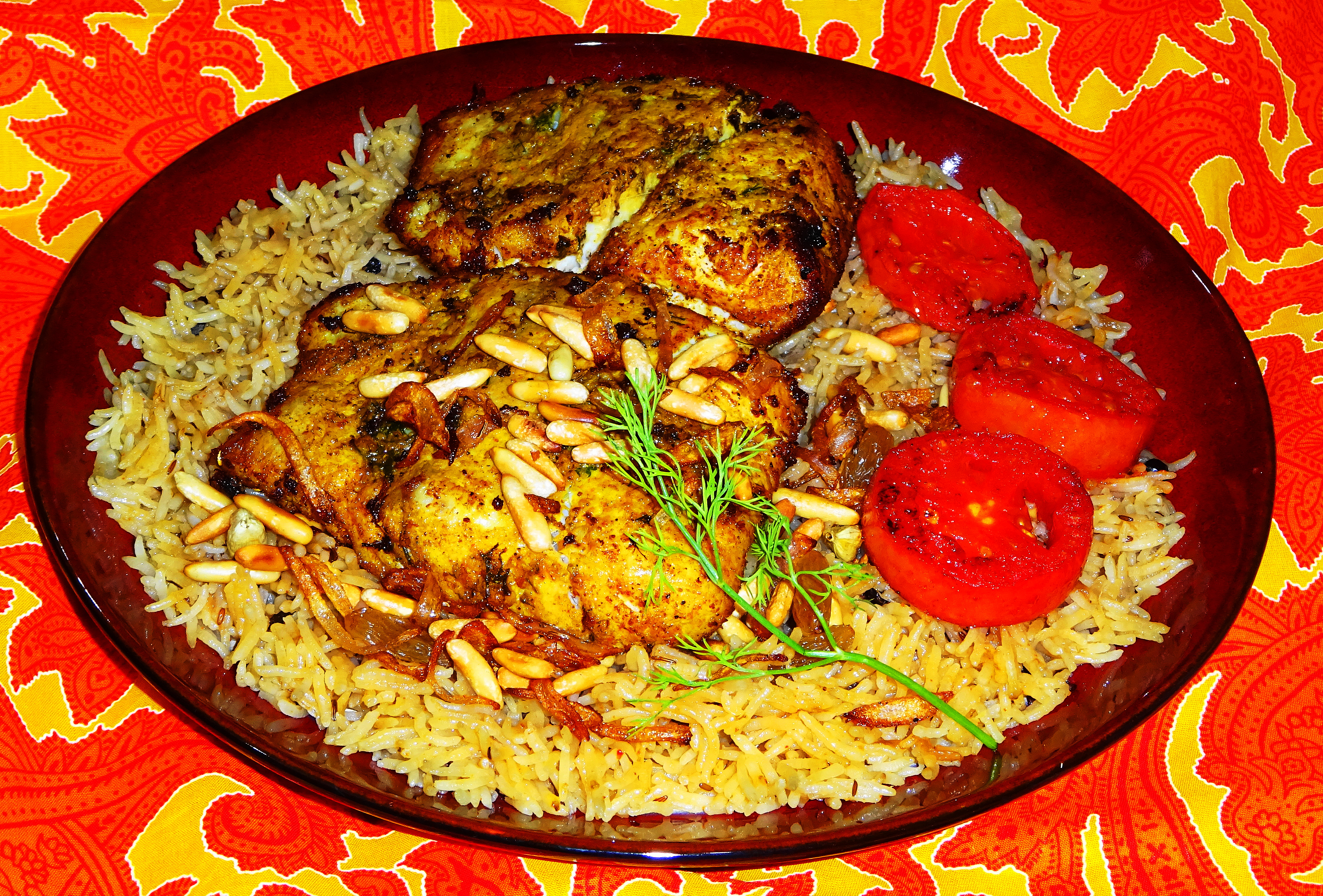
Sayadiyah, fisk med ris.

Huvudrätt till middagen är vanligtvis grillat kött, Mashawi, men också hackad kyckling eller nötkött, tillsammans med färsk lök, persilja eller grillade tomater som sidorätter; fyllda zucchini eller aubergine, gryta, köttbullar i tomatsås, Dawud Pasha. En annan maträtt som är typisk för det syriska köket är kokta okraskidor i tomatsås.

## Kaffe
Kaffe serveras vid många tillfällen, som när man besöker vänner, bröllop, affärsmöten eller begravningar, med kaffepulvret blandat med sötat vatten.

## Vin

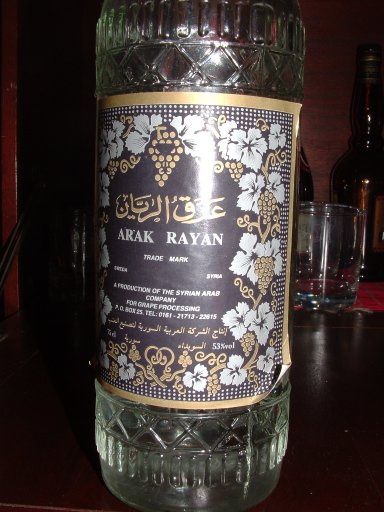
Arraksnaps från Syrien

Vin är en viktig beståndsdel för kulturerna kring Medelhavet, så även i Syrien.